# Massacre de Galgani
Le massacre de Galgani est un massacre de civils perpétré le 15 août 2024 par les Forces de soutien rapide (FSR) dans le village de Galgani, au centre du Soudan, faisant au moins 85 morts, dont au moins 24 femmes et enfants.

## Contexte
Fin juin 2024, les troupes des FSR réussissent à prendre Sinja, la capitale de l'État de Sannar. De là, elles peuvent étendre leur contrôle aux régions orientales de l'État. D'après les rapports de l'Organisation internationale pour les migrations, les combats entraînent le déplacement de 725 000 personnes à Sannar, l'État d'Al Qadarif accueillant plus de 100 000 personnes.
À partir de fin juillet, les Forces de soutien rapide commencent à attaquer le village de Galgani, situé dans l'État de Sannar, au centre du Soudan. Le ministère soudanais des Affaires étrangères déclare que les soldats des FSR "ont ouvert le feu de manière aveugle sur les habitants non armés du village" en raison de la résistance des villageois face à leurs efforts pour "enlever et agresser sexuellement" plusieurs femmes et jeunes filles.
Le Sennar Youth Gathering rapporte que les FSR ciblent Galgani le 11 août, tirant sans discrimination sur des foules de personnes qui envahissent tout en cessant le fonctionnement des installations médicales et autres services, déclenchant de nouvelles migrations de masse vers l'État du Nil Bleu.

## Massacre
Le 15 août 2024, des centaines de soldats des FSR lancent une attaque de plusieurs heures, prenant d'assaut Galagni tout en pillant des maisons et d'autres biens publics, après quoi les troupes les incendient. L'attaque a lieu après que les villageois aient lancé une résistance contre les FSR et aient réussit à repousser un petit groupe des FSR. À la suite de l'attaque, le centre médical du village accueille au moins 80 victimes décédées, dont vingt-quatre femmes et mineurs. Parmi elles se trouvent plusieurs étudiants pratiquant dans des écoles coraniques. Au moins 153 civils seraient blessés lors du massacre. L'attaque laisse des groupes de corps étendus dans les rues en raison de la présence des troupes des FSR empêchant les civils d'accueillir les morts et de les enterrer.

## Conséquences
Le ministère soudanais des Affaires étrangères appelle la communauté internationale à "condamner ce crime terroriste et à prendre les mesures nécessaires pour traiter la milice Dagalo comme une organisation terroriste, responsable de crimes contre l'humanité". La déclaration vise principalement les Nations unies.